# Cerco da Base Aérea de Menagh
O Cerco da Base Aérea de Menagh foi uma batalha entre o Exército Livre Sírio (ELS) e seus aliados islamistas e jihadistas (Frente Al-Nusra e o Estado Islâmico do Iraque e do Levante (EIIL)) de um lado, e o Exército Árabe Sírio (EAS).
 
Após meses de conflitos e o falhanço das forças rebeldes em deitar abaixo o governo de Bashar al-Assad, alguns grupos opositores decidiram mudar de táctica e começaram a atacar bases militares governamentais. A Base Aérea de Menagh tinha uma importância fundamental para a Força Aérea Árabe Síria visto ser daqui que a Força Aérea atacava posições rebeldes em Alepo. 

## Cerco

### 2012
O primeiro grande ataque rebelde contra a base aconteceu nas semanas seguintes ao início da Batalha de Alepo. Combatentes rebeldes do Exército Livre da Síria e grupos afiliados lançaram um ataque contra a base aérea em 2 de Agosto de 2012 usando uma combinação de pequenas armas, RPG e cinco tanques capturados durante a Batalha de Anadan. A base foi usada por helicópteros e caças da Força Aérea Síria para bombardear as posições dos rebeldes, e capturá-la seria vital para os rebeldes em seus avanços no norte da Síria. 
O ataque rebelde inicial contra a base foi nos inícios de Agosto foi repelido pelas forças governamentais entrincheiradas no perímetro da base aérea, embora os comandantes rebeldes afirmaram que iriam manter o cerco até conseguirem a capturar a base.
Fortes combates eclodiram na noite de 27 de Dezembro e continuaram a noite toda, com os rebeldes a atacarem e a cercarem a base aérea. Caças MiG da Força Aérea Síria atacaram posições rebeldes nos arredores da bases num esforço em aliviar a pressão exercida pelos rebeldes contra as forças governamentais.

### 2013
Em Janeiro de 2013, a base ainda resistia aos rebeldes, apesar de estar sitiada por todos os lados. Os demais defensores recebiam suprimentos de armas e alimentos, bem como evacuações médicas de helicóptero; No entanto, esses vôos tornaram-se cada vez mais arriscados para os pilotos, pois as forças rebeldes ganharam acesso a armamento pesado e disparavam contra helicópteros do governo. Neste ponto, os rebeldes estimaram que cerca de 300 soldados continuaram a defender a base aérea. Soldados que desertaram da base relataram que as rações de comida eram um grande problema e que soldados recebiam rações de arroz seco e trigo e diziam para "fazer o que pudessem com isso". Lesões auto-infligidas também foram relatadas quando os soldados tentaram fugir dos combates. 
Em 8 de Fevereiro, a Força Aérea Síria bombardearam partes da base aérea após os rebeldes terem invadido, o que obrigou as forças rebeldes a retirarem-se. 
Um novo ataque rebelde foi novamente repelido pelas forças governamentais a 28 de Abril, embora os rebeldes tenham conseguido capturar vários pontos dentro da base antes de se terem retirado.
Em 5 de Maio, enquanto o cerco da base continuava e os soldados do governo a recusarem em se render, os rebeldes lançaram a sua maior ofensiva contra a base até à data, tomando várias posições do EAS e se movendo para dentro da base e capturando um tanque, embora tenham sido fortemente bombardeados pela Força Aérea. Os rebeldes alegaram que um grupo de pilotos desertou e assassinou o comandante da base. Os pilotos desertores disseram aos rebeldes que cerca de 200 soldados permaneceram na base, guarnecidos na sede da baseado, apoiado por um punhado de tanques. Vários soldados governamentais decidiam dormir debaixo dos tanques, temendo um assalto rebelde.
Em 9 de Maio, foi relatado que, embora tenham conseguido capturar partes da Base Aérea, as forças rebeldes foram forçadas a se retirar da base após fortes ataques aéreos. 
Em 28 de Maio, fontes rebeldes reportaram que o governo tinha efectuado um abastecimento aéreo com sucesso a Menagh após vários combatentes do ELS e dos seus aliados jihadistas terem-se movido para ocidente com o objectivo de lançarem um ataque contra as forças curdas das Unidades de Proteção Popular (YPG) na região de Afrîn, levando suprimentos logísticos e militares críticos para a base aérea.
No dia 7 de Junho, as forças rebeldes atacaram a base aérea e dispararam cartuchos de tanques contra o centro de comando da base, mas foram mais uma vez repelidos. As forças rebeldes lançaram outro ataque em 10 de Junho e, no dia seguinte, conseguiram proteger a torre de controlo após intensos combates. As forças do governo responderam bombardeando as partes rebeldes da base. Em 17 de Junho, rebeldes entraram em confronto com combatentes pró-governo de Nubbul e Zahra, que se dirigiam a Menagh num esforço para reforçar os soldados que restavam na base.
Em 23 de Junho, o Observatório Sírio de Direitos Humanos (OSDH) relatou que os rebeldes detonaram um carro-bomba na zona governamental de Menagh, que matou 12 soldados e destruiu vários edifícios dentro da base. A explosão foi seguida por ataques de mísseis contra as posições de governamentais.

#### Assalto final
A 5 de Agosto, um assalto final rebelde, liderado por Abu Omar al-Shishani, comandante do Estado Islâmico do Iraque e do Levante, foi lançado. Neste momento, entre 70 a 120 soldados governamentais continuavam dentro da base, num pequeno complexo. O ataque começou quando dois homens-bomba estrangeiros, um deles saudita, dirigiu um veículo blindado até o centro de comando do aeroporto e explodiu, destruindo o prédio e matando ou dispersando os defensores. Pequenos combates continuaram mas, no entanto, na manhã do dia seguinte, as forças rebeldes tinham controlo total da base aérea. Durante a batalha final, 32 soldados do governo e pelo menos 19 rebeldes foram mortos. De acordo com os rebeldes na manhã do ataque final, 10 soldados desertaram para os rebeldes e alegaram ter tentado, mas não conseguiram matar o comandante da base, que foi posteriormente capturado enquanto tentava se retirar com seus homens. 
Cerca de 70 soldados, que conseguiram fugir da base durante a batalha, entregaram-se (e dois tanques) no dia seguinte às Unidades de Protecção Popular(YPG) na cidade de Afrin, a cerca de 15 quilómetros a oeste da base aérea. Mais tarde foi relatado que as tropas rendidas eram da 17.ª Divisão e alguns oficiais daquelas tropas entregues foram entregues pelo YPG à Frente al-Nusra em troca de prisioneiros árabes e curdos do YPG capturados pela Al-Nusra anteriormente. A Al-Nusra então executou os oficiais que eles haviam recebido pelos curods. O YPG mais tarde pediu desculpas pelo incidente.

## Rescaldo
Dois anos e meio mais tarde, as Forças Democráticas Sírias apoiados por ataques aéreos Russos capturaram a Base Aérea de Menagh.